# Martin Hollý junior
Martin Hollý (* 11. August 1931 in Košice; † 18. März 2004 in Bratislava) war ein slowakischer Regisseur, Drehbuchautor und Schauspieler.

## Leben
Hollý wurde 1931 im damals zur Tschechoslowakei gehörenden Košice als Sohn des Schauspielers und Theaterregisseurs Martin Hollý senior geboren. Bereits als Kleinkind hatte er 1935 einen ersten Filmauftritt im Film Jánošík. Während der Schulzeit widmete er sich dem Amateurtheater.
Obwohl er eine Zulassung für das Studium an der Hochschule für Musische Künste Bratislava (VŠMU) erhalten hatte, entschied Hollý sich für ein Studium an der in Bratislava als Theaterregisseur zugelassen wurde, entschloss er sich, an der Prager Film- und Fernsehfakultät der Akademie der Musischen Künste zu studieren. Sein Studium der Filmregie beendete er jedoch ohne Abschluss und war dann von 1953 bis 1957 im Kurzfilmstudio Bratislava tätig, in dem erste Arbeiten als Regisseur entstanden. Für diese wurde er mit ersten Preisen ausgezeichnet.
Als Regieassistent von Ladislav Helge arbeitete er in den Filmstudios Barrandov an den Filmen Jarní povetrí  (1961) und Bílá oblaka (1962) mit. 1962 gab er mit Havrania cesta sein Debüt als Spielfilmregisseur. In der Folge drehte er zahlreiche Filme unterschiedlicher Genres. 1983 entstand nach Motiven des slowakischen Märchens Salz ist kostbarer als Gold in der Version von Božena Němcová der Märchenfilm Der Salzprinz mit Libuše Šafránková in der Hauptrolle.
Nach der Samtenen Revolution 1989 drehte Hollý seine letzten Arbeiten in Tschechien. Beim Art Film Fest 2001 wurde er mit der Golden Camera ausgezeichnet. Im gleichen Jahr wurde er mit dem Ľudovít-Štúr-Orden, 1. Klasse ausgezeichnet.

## Filmografie (Auswahl)
Regie
- 1957: Na vedlajsej kolaji (Dokumentarkurzfilm)
- 1958: Ludia na vode (Dokumentarkurzfilm)
- 1959: Silnejsie ako hranice
- 1959: Akcia 37 (Dokumentarkurzfilm)
- 1962: Havrania cesta
- 1964: Pripad pre obhájcu
- 1964: Odmäk (Dokumentarkurzfilm)
- 1967: Jeden den pre starú paniu
- 1968: Balada o siedmich obesených (Fernsehfilm)
- 1969: Basta (Miniserie, 3 Episoden)
- 1970: Der Kupferturm (Medená veza)
- 1971: A.C. Dupin zasahuje (Miniserie, 3 Episoden)
- 1972: Die Adlerfeder (Orlie pierko)
- 1973: Die Sünde der Katarina Padychová (Hriech Kataríny Padychovej)
- 1974: Velké pokusenie (Fernsehfilm)
- 1975: Wer im Regen weggeht (Kto odchádza v dazd)
- 1976: Horúcka
- 1976: Stroskotanie Danubia (Fernsehfilm)
- 1978: Súkromná vojna
- 1980: Signum Laudis
- 1981: Smrt sitá na mieru
- 1981: Nocní jazdci
- 1983: Der Salzprinz (Soľ nad zlato)
- 1984: Gekauftes Leben (Mrtvi ucia zivych)
- 1985: Marktplatz der Sensationen (Trziste senzací) (Miniserie, 5 Episoden)
- 1985: Muz, ktery nemel strach (Fernsehfilm)
- 1986: Nebo být zabit
- 1987: Zurivý reportér (gehört zur Serie Marktplatz der Sensationen)
- 1989: Lovec senzací (gehört zur Serie Marktplatz der Sensationen)
- 1989: Právo na minulost
- 1991: Tichá bolest
- 1993: Zámek v Cechách (Fernsehfilm)
- 1995: Cesta peklem

Drehbuch
- 1963: Stare, ale dobre (Fernsehserie)
- 1967: Jeden den pre starú paniu
- 1983: Der Salzprinz (Soľ nad zlato)

Schauspiel
- 1936: Liebe, Freiheit und Verrat (Jánosik)
- 1958: Zemianska cest
- 1961: Na pochode sa vzdy nespieva
- 1981: Nocní jazdci
- 2005: O dve slabiky pozadu